# The killing silence
The killing silence is het tweede studioalbum van de Friese muziekgroep Egdon Heath.
De band was niet geheel en al tevreden met de zang van het eerste album en trok daarom Jens van der Stempel daarvoor aan; hij werd echter op het album als gastmuzikant vermeld. Sym-Info was middels hun muziekuitgeverij al verbonden aan hun eerste album; het tweede album werd uitgebracht op het dan net opgerichte platenlabel SI Music; het draagt catalogusnummer Two (2). Het album werd opgenomen in Jubbega (RDS Studio van Rein Zwerver).
De Leeuwarder Courant constateerde in 1991 dat de band weliswaar goed werk had afgeleverd, maar dat de plaat toch vooral uitgegeven is voor liefhebbers van de progressieve rock annex neoprog. Ze wijst daarbij op fans die (nog) wachten met de zoveelste reünie van Yes of een minder commercieel Genesis. Twee jaar later vond dezelfde krant dat de nummers bondiger hadden gekund en dat een muziekproducent daarbij wellicht had geholpen. 

## Musici
- Jaap Mulder – toetsinstrumenten, achtergrondzang
- Wolf Rappard – toetsinstrumenten, achtergrondzang
- Aldo Adema – gitaren
- Marcel Copini – basgitaar, akoestische gitaar
- Valère Wittevrongel – drumstel, percussie

Met
- Jens van der Stempel – zang
- Elly May – zang

## Muziek
De muziek is van Egdon Heath

| Nr. | Titel                                    | Duur  |
| --- | ---------------------------------------- | ----- |
| 1.  | No second Faust (tekst: Mulder)          | 8:41  |
| 2.  | Tell me (tekst: Rappard)                 | 8:05  |
| 3.  | TTC (tekst:Rappard)                      | 5:18  |
| 4.  | Waiting for the outburst (tekst:Rappard) | 8:02  |
| 5.  | The killing silence (tekst:Mulder)       | 16:13 |
| 6.  | Message (tekst:Van der Stempel)          | 5:41  |
| 7.  | Stand straight (tekst: Rappard)          | 8:00  |
| 8.  | The tide is out (tekst:)                 | 2:25  |

Het titellied handelt over de reis over Antarctica van Robert Falcon Scott en dan met name de situatie na 17 januari 1912, wanneer hij en zijn reisgenoten hebben gezien dat Roald Amundsen er eerder was geweest en aan een erbarmelijke terugreis begon.
Het album werd gestoken in de hoes met een schilderij van de vader van de drummer, Valère zou na Egdon Heath ook de schilderkunst in gaan.